# ウィットスタジオ
株式会社ウィットスタジオ（英: WIT STUDIO, Inc.）は、日本のアニメ制作会社。株式会社IGポートの連結子会社。

## 概要
プロダクション・アイジーの企画室にて企画プロデューサーを務めていた和田丈嗣、ならびに中武哲也をはじめとした同社の制作6課のスタッフが中心となって2012年6月1日にアニメーション制作会社として設立した。
和田の独立意思を、当時Production I.G 6課でラインプロデューサーを務めていた中武と共に同社社長の石川光久へ報告した際、石川から「会社を作りたいのか、作品を作りたいのか、どっちだ」と問われた。和田が「作品です」と答えると、石川は「それならうちのグループ会社として作りたいものを作ったらどうだ。業界も厳しくなっているから会社には体力が必要。資本金も出資しよう」と提案した。こうして和田と中武は、自己資金に出資金を加えて起業をするに至った。のちのインタビューで和田は、「制作に集中できる環境でクオリティの高いものを作ることができ、グループ会社として出発できたのは、結果としてすごくよかったと思っています」と語っている。
設立当初は、アニメーションを主とする映像制作事業において魅力ある企画開発と受注拡大を目指し、パートナー企業やクリエイターの領域を広げることを目的として設立されたスタジオであった。
2013年にテレビアニメ『進撃の巨人』で初の元請制作、同作品は世界中で大きな話題作となり、例年受賞の半数以上がニュータイプが特集するアニメーション作品で埋められる『ニュータイプアニメアワード2013』において、作品賞（TV部門）・スタジオ賞など計7冠を達成し、同イベントとしては異例の受賞歴を残した。
『ニュータイプアニメアワード2016』では、『甲鉄城のカバネリ』で作品賞（TV部門）・スタジオ賞など計5冠を達成した。

## 沿革
- 2012年6月1日 - 株式会社IGポートの子会社として設立[6]。
- 2013年にテレビアニメ『進撃の巨人』で初の元請制作を、劇場アニメ映画『ハル』で中編映画制作を行った。
- 2016年 - 本社を東京都武蔵野市吉祥寺南町4丁目20番14号から同市中町1丁目19番3号 武蔵野YSビル5階へ移転し[7][8]、2018年にはNスタジオ、茨城スタジオを開設[7]。
- 2020年12月 - PUI PUI モルカーの監督を務めた見里朝希を迎えてストップモーションアニメの制作ラインを発足[9][10]。
- 2022年5月30日 - CloverWorks、アニプレックス、集英社との共同出資でアニメーションの企画・プロデュース会社、株式会社JOENを設立[11]。
- 2024年5月31日 - 海外ビジネスおよび自社作品グローバル展開の強化を目的に、コンテンツ関連のプロデュース事業や海外ビジネスコンサルティングを手掛ける株式会社キューダップの発行済株式のうち14.3%を取得した[12]。

## 制作体制
東京都武蔵野市の本社のほか、同じく同市に吉祥寺スタジオ、茨城県つくば市に茨城スタジオがある。制作部門（プロデューサー、制作進行、設定制作等）、演出部門、作画部門（原画、動画、デジタル動仕）、仕上げ部門、美術部門（美術設定、背景美術）を構える。
当初は作画をメインとした制作体制のみであり、その他の工程は専門スタジオに発注していたが、2022年に背景美術部門を新設。美術監督に永井一男を迎え、テレビアニメ『SPY×FAMILY』より活動を開始している。撮影とCGは引き続き外注しており、MADBOX、旭プロダクション、チップチューン、T2studioなどに発注している。
設定制作として所属している河口友美が制作作品の各話脚本を担当することもある。
次世代アニメーターの育成・発掘を目的としたWIT STUDIO、ササユリ動画研修所、Netflixの共同事業『WITアニメーター塾』を開講しており、卒業者は業務委託契約としてWIT STUDIO制作のNetflixオリジナルアニメ作品を中心にアニメーター業務に従事することになる。

## 作品履歴

### テレビアニメ
| 開始年 | 放送期間         | タイトル                           | 監督                            | シリーズ構成      | アニメーション プロデューサー | 原作                | 備考                                           |
| ------ | ---------------- | ---------------------------------- | ------------------------------- | ----------------- | ----------------------------- | ------------------- | ---------------------------------------------- |
| 2013年 | 4月 - 9月        | 進撃の巨人                         | 荒木哲郎                        | 小林靖子          | 中武哲也                      | 漫画                |                                                |
| 2014年 | 1月 - 4月        | 鬼灯の冷徹                         | 鏑木ひろ                        | 後藤みどり        | 中武哲也                      | 漫画                | 第弐期はスタジオディーンが制作                 |
| 2015年 | 1月 - 3月        | ローリング☆ガールズ                | 出合小都美                      | むとうやすゆき    | 中武哲也                      | オリジナル          |                                                |
| 2015年 | 4月 - 6月        | 終わりのセラフ                     | 徳土大介                        | 瀬古浩司          | 中武哲也                      | 漫画                | 第1クール                                      |
| 2015年 | 10月 - 12月      | 終わりのセラフ                     | 徳土大介                        | 瀬古浩司          | 中武哲也                      | 漫画                | 第2クール                                      |
| 2016年 | 4月 - 6月        | 甲鉄城のカバネリ                   | 荒木哲郎                        | 大河内一楼        | 岡田麻衣子                    | オリジナル          |                                                |
| 2017年 | 4月 - 6月        | 進撃の巨人Season2                  | 荒木哲郎（総） 肥塚正史         | 小林靖子          | 中武哲也                      | 漫画                |                                                |
| 2017年 | 10月 - 2018年3月 | 魔法使いの嫁                       | 長沼範裕                        | 長沼範裕          | 長谷川博哉                    | 漫画                |                                                |
| 2018年 | 1月 - 3月        | 恋は雨上がりのように               | 渡辺歩                          | 赤尾でこ          | 岡田麻衣子                    | 漫画                |                                                |
| 2018年 | 7月 - 10月       | 進撃の巨人Season3                  | 荒木哲郎（総） 肥塚正史         | 小林靖子          | 中武哲也                      | 漫画                | Part.1                                         |
| 2019年 | 4月 - 7月        | 進撃の巨人Season3                  | 荒木哲郎（総） 肥塚正史         | 小林靖子          | 中武哲也                      | 漫画                | Part.2、The Final Season（第4期）はMAPPAが制作 |
| 2019年 | 4月 - 2020年3月  | けだまのゴンじろー                 | 森井ケンシロウ →平川哲生        | 市川十億衛門      | 大谷丞 内海洋 千野孝敏        | メディアミックス    | 共同制作：OLM、SIGNAL.MD（第26話以降）         |
| 2019年 | 7月 - 12月       | ヴィンランド・サガ (SEASON 1)      | 籔田修平                        | 瀬古浩司          | 長谷川博哉                    | 漫画                | SEASON 2はMAPPAが制作                          |
| 2020年 | 4月 - 2021年3月  | ガル学。〜聖ガールズスクエア学院〜 | 赤城博昭（総） 高橋謙仁 →中田誠 | 藤咲淳一          | 加藤浩幸                      | メディアミックス    | 共同制作：OLM TEAM KATO                        |
| 2020年 | 7月 - 12月       | GREAT PRETENDER                    | 鏑木ひろ                        | 古沢良太          | 岡田麻衣子                    | オリジナル          |                                                |
| 2021年 | 4月 - 6月        | Vivy -Fluorite Eye's Song-         | エザキシンペイ                  | 長月達平 梅原英司 | 大谷丞                        | オリジナル          |                                                |
| 2021年 | 10月 - 2022年3月 | 王様ランキング                     | 八田洋介                        | 岸本卓            | 岡田麻衣子                    | 漫画                |                                                |
| 2022年 | 4月 - 6月        | SPY×FAMILY                         | 古橋一浩                        | 古橋一浩          | 林加都恵 山中一樹 伊藤泰斗    | 漫画                | 第1クール、共同制作：CloverWorks               |
| 2022年 | 10月 - 12月      | SPY×FAMILY                         | 古橋一浩                        | 古橋一浩          | 林加都恵 山中一樹 伊藤泰斗    | 漫画                | 第2クール、共同制作：CloverWorks               |
| 2022年 | 4月 - 7月        | おにぱん!                          | 太田雅彦                        | あおしまたかし    | 完戸翔洋                      | オリジナル          |                                                |
| 2023年 | 4月 - 6月        | 王様ランキング 勇気の宝箱          | 八田洋介                        | 岸本卓            | 岡田麻衣子                    | 漫画                |                                                |
| 2023年 | 4月 - 6月        | 絆のアリル                         | 駒屋健一郎                      | 赤尾でこ          | 大谷丞 吉信慶太 千野孝敏      | バーチャル YouTuber | ファーストシーズン、共同制作：SIGNAL.MD        |
| 2023年 | 10月 - 12月      | 絆のアリル                         | 駒屋健一郎                      | 赤尾でこ          | 大谷丞 吉信慶太 千野孝敏      | バーチャル YouTuber | セカンドシーズン、共同制作：SIGNAL.MD          |
| 2023年 | 10月 - 12月      | SPY×FAMILY (Season 2)              | 古橋一浩 原田孝宏               | 大河内一楼        | 林加都恵 山中一樹 伊藤泰斗    | 漫画                | 共同制作：CloverWorks                          |
| 2024年 | 7月 - 9月        | しかのこのこのここしたんたん       | 太田雅彦                        | あおしまたかし    | 大谷丞 西岡大輔 陸星程        | 漫画                |                                                |
| 2024年 | 7月 - 9月        | 異世界スーサイド・スクワッド       | 長田絵里                        | 長月達平 梅原英司 | 大谷丞                        | オリジナル          |                                                |
| 2025年 | 4月 -            | 真・侍伝 YAIBA                     | 蓮井隆弘                        | 待田堂子          | 岡田麻衣子                    | 漫画                |                                                |
| 2025年 | 10月 -           | SPY×FAMILY (Season 3)              | 今井友紀子                      | 山崎莉乃          | 未公表                        | 漫画                | 共同制作：CloverWorks                          |
| 2026年 | 春               | 本好きの下剋上 領主の養女          | 岩崎良明                        | 國澤真理子        | 未公表                        | 小説                |                                                |
| 未公表 | 未公表           | 春夏秋冬代行者 春の舞              | 山本健                          | 久尾歩            | 大谷丞                        | 小説                |                                                |

### 劇場アニメ
| 公開年 | タイトル                                | 監督                    | 脚本                         | 原作       | 備考                                                                 |
| ------ | --------------------------------------- | ----------------------- | ---------------------------- | ---------- | -------------------------------------------------------------------- |
| 2013年 | ハル                                    | 牧原亮太郎              | 木皿泉                       | オリジナル |                                                                      |
| 2014年 | 劇場版 進撃の巨人 前編〜紅蓮の弓矢〜    | 荒木哲郎                | N/A                          | 漫画       |                                                                      |
| 2015年 | 劇場版 進撃の巨人 後編〜自由の翼〜      | 荒木哲郎                | N/A                          | 漫画       |                                                                      |
| 2015年 | 屍者の帝国                              | 牧原亮太郎              | 瀬古浩司 後藤みどり 山本幸治 | 小説       |                                                                      |
| 2016年 | 甲鉄城のカバネリ 総集編 前編            | 荒木哲郎                | 大河内一楼                   | オリジナル |                                                                      |
| 2017年 | 甲鉄城のカバネリ 総集編 後編            | 荒木哲郎                | 大河内一楼                   | オリジナル |                                                                      |
| 2017年 | 曇天に笑う〈外伝〉 〜決別、犲の誓い〜   | 若野哲也                | 梅原英司                     | 漫画       |                                                                      |
| 2018年 | 劇場版 進撃の巨人 Season2〜覚醒の咆哮〜 | 荒木哲郎（総） 肥塚正史 | 小林靖子                     | 漫画       |                                                                      |
| 2018年 | 劇場版ポケットモンスター みんなの物語   | 矢嶋哲生                | 梅原英司 高羽彩              | ゲーム     | 共同制作：OLM                                                        |
| 2019年 | 甲鉄城のカバネリ 海門決戦               | 荒木哲郎                | 大河内一楼                   | オリジナル |                                                                      |
| 2019年 | Hello WeGo!                             | 益山亮司                | 益山亮司                     | オリジナル | 2018年度若手アニメーター育成プロジェクト「あにめたまご2019」参加作品 |
| 2020年 | 劇場版 進撃の巨人〜クロニクル〜         | 荒木哲郎                | 小倉史科                     | 漫画       |                                                                      |
| 2022年 | バブル                                  | 荒木哲郎                | 虚淵玄 大樹連司 佐藤直子     | オリジナル | 劇場公開に先駆けてNetflixにて配信                                    |
| 2023年 | 劇場版 SPY×FAMILY CODE: White           | 片桐崇                  | 大河内一楼                   | 漫画       | 共同制作：CloverWorks                                                |
| 未公表 | 少年ジャンプ+ 読切アニメ化プロジェクト  | 未公表                  | 未公表                       | 漫画       |                                                                      |

### OVA
| 発売年 | タイトル                | 監督                | 原作 | 備考                                  |
| ------ | ----------------------- | ------------------- | ---- | ------------------------------------- |
| 2013年 | 進撃の巨人              | 荒木哲郎            | 漫画 |                                       |
| 2015年 | 鬼灯の冷徹              | 鏑木ひろ            | 漫画 |                                       |
| 2016年 | 魔法使いの嫁 星待つひと | 長沼範裕            | 漫画 |                                       |
| 2019年 | とつくにの少女          | 久保雄太郎 米谷聡美 | 漫画 | 短編アニメ 原作8巻初回限定版き同梱OAD |
| 2022年 | とつくにの少女          | 久保雄太郎 米谷聡美 | 漫画 | 長編アニメ 原作番外編特装版き同梱OAD  |

### Webアニメ
| 配信年 | タイトル                                   | 監督       | シリーズ構成 または脚本 | アニメーション プロデューサー | 原作       | 備考                                   |
| ------ | ------------------------------------------ | ---------- | ----------------------- | ----------------------------- | ---------- | -------------------------------------- |
| 2016年 | スターフォックス ゼロ ザ・バトル・ビギンズ | 浅野恭司   | 高羽彩 梅原英司         | 中武哲也                      | スピンオフ |                                        |
| 2021年 | Candy Caries                               | 見里朝希   | N/A                     | 山田健太                      | オリジナル | ストップモーションアニメ               |
| 2021年 | The Missing 8                              | 吉邉尚希   | 佐藤直子 FUZI 吉邉尚希  | 中武哲也 大谷丞               | オリジナル | -2022年 原作、企画制作：FUZI           |
| 2022年 | ヴァンパイア・イン・ザ・ガーデン           | 牧原亮太郎 | 牧原亮太郎              | 完戸翔洋                      | オリジナル | Netflixオリジナル作品                  |
| 2022年 | 雪ほどきし二藍                             | 山本健     | 岸本卓                  | 大谷丞                        | ゲーム     |                                        |
| 2023年 | 冬のおくりもの                             | 寺澤和晃   | 寺澤和晃                | 成瀬晃一 長谷川博哉           | オリジナル | アニメーション制作協力：スタジオカフカ |
| 2023年 | 放課後のブレス                             | 竹下良平   | 竹下良平 内海照子       | 山中一樹                      | ゲーム     |                                        |
| 2024年 | GREAT PRETENDER razbliuto                  | 鏑木ひろ   | 岸本卓 鏑木ひろ         | 岡田麻衣子                    | オリジナル | DMM TVオリジナル作品                   |
| 2024年 | グリム組曲                                 | [ 注 4 ]   | 横手美智子              | N/A                           | 童話       | Netflixオリジナル作品                  |
| 2025年 | ムーンライズ                               | 肥塚正史   | 肥塚正史                | 河村崚磨                      | オリジナル | Netflixオリジナル作品                  |
| 未公表 | THE ONE PIECE                              | 肥塚正史   | 岸本卓                  | 河村崚磨                      | 漫画       |                                        |

### ゲーム
| 発売年 | タイトル                                  | アニメーション監督 | 備考                             |
| ------ | ----------------------------------------- | ------------------ | -------------------------------- |
| 2014年 | テイルズ オブ アスタリア                  | 肥塚正史           | アニメーション制作               |
| 2018年 | プリンセスコネクト!Re:Dive                | N/A                | アニメーション制作               |
| 2019年 | DUEL MASTERS PLAY'S                       | 八田洋介           | 世界観ムービー                   |
| 2020年 | テイルズ オブ ザ レイズ ラスト クレイドル | 亀田祥倫           | ゲーム内OPムービー               |
| 2020年 | テイルズ オブ クレストリア                | 亀田祥倫（OP）     | アプリ内OPムービー、劇中ムービー |
| 2024年 | ペルソナ3 リロード                        | 三木俊明           | アニメーション制作               |

### 制作協力
| 年     | タイトル                                           | 制作元請                         | 備考                                                 |
| ------ | -------------------------------------------------- | -------------------------------- | ---------------------------------------------------- |
| 2014年 | ガンダム Gのレコンギスタ                           | サンライズ                       |                                                      |
| 2017年 | まけるな!!あくのぐんだん!                          | タツノコプロ                     |                                                      |
| 2020年 | いわかける! - Sport Climbing Girls -               | BLADE                            |                                                      |
| 2021年 | シン・エヴァンゲリオン劇場版𝄇                      | カラー                           | 制作協力としてクレジットされている19社のうちのひとつ |
| 2021年 | ひぐらしのなく頃に業                               | パッショーネ                     | 第21話「郷壊し編 其の四」                            |
| 2021年 | ひぐらしのなく頃に卒                               | パッショーネ                     | 第3話「鬼明し編 其の参」作画協力                     |
| 2021年 | Fate/Grand Order -終局特異点 冠位時間神殿ソロモン- | CloverWorks                      |                                                      |
| 2021年 | Sonny Boy                                          | マッドハウス                     | 第5話                                                |
| 2021年 | 平家物語                                           | サイエンスSARU                   | 第7話                                                |
| 2022年 | 異世界美少女受肉おじさんと                         | OLM Team Yoshioka                |                                                      |
| 2022年 | 明日ちゃんのセーラー服                             | CloverWorks                      | 第9話                                                |
| 2022年 | 映画 五等分の花嫁                                  | バイブリーアニメーションスタジオ | 制作協力としてクレジットされている4社のうちのひとつ  |
| 2022年 | すずめの戸締まり                                   | コミックス・ウェーブ・フィルム   |                                                      |
| 2023年 | 僕の心のヤバイやつ                                 | シンエイ動画                     | 第11話                                               |
| 2024年 | 僕の心のヤバイやつ                                 | シンエイ動画                     | 第2期オープニングアニメーション制作協力              |
| 2024年 | ウマ娘 プリティーダービー 新時代の扉               | CygamesPictures                  | 作画協力                                             |

### その他
| 年     | タイトル                                                                | 備考                                        |
| ------ | ----------------------------------------------------------------------- | ------------------------------------------- |
| 2012年 | 水曜どうでしょうDVD全集                                                 | 第18弾・第19弾 CI映像アニメーション         |
| 2013年 | 水曜どうでしょうDVD全集                                                 | 第18弾・第19弾 CI映像アニメーション         |
| 2018年 | 四月の永い夢                                                            | 実写映画（製作）、制作：Tokyo New Cinema    |
| 2019年 | Eve「僕らまだアンダーグラウンド」「君に世界」                           | ミュージックビデオ                          |
| 2019年 | わたしは光をにぎっている                                                | 実写映画（製作）、制作：Tokyo New Cinema    |
| 2019年 | タカハ劇団 第15回公演『僕らの力で世界があと何回救えたか』               | 共同企画・製作：タカハ劇団                  |
| 2020年 | 花王 アタックZERO エヴァンゲリオン限定コラボレーションムービー 動画広告 |                                             |
| 2020年 | 神になった男                                                            | オリジナル小説                              |
| 2020年 | 打首獄門同好会「サクガサク」                                            | Music Video                                 |
| 2020年 | 東京バタフライ                                                          | 実写映画、共同制作：Tokyo New Cinema        |
| 2020年 | BLUE step・line・blush                                                  | PV                                          |
| 2020年 | 静かな雨                                                                | 実写映画（製作）、制作：Tokyo New Cinema    |
| 2022年 | マジック：ザ・ギャザリング『神河：輝ける世界』                          | アニメーショントレーラー、共同制作：maxilla |
| 2022年 | やがて海へと届く                                                        | 実写映画（製作）、制作：Tokyo New Cinema    |
| 2023年 | エスティ はじまりの魔法を継ぐ者                                         | 縦読みフルカラーマンガ（制作）              |

## 関連人物

### アニメーター・演出家
- 浅野恭司（取締役）
- 荒木哲郎
- 牧原亮太郎
- 加藤寛崇
- 亀田祥倫

### 制作
- 和田丈嗣（代表取締役社長）
- 中武哲也（取締役）
- 岡田麻衣子

### その他
- 小林靖子
- 澤野弘之
- 木皿泉
- 咲坂伊緒